# 2458 Veniakaverin
A 2458 Veniakaverin (ideiglenes jelöléssel 1977 RC7) a Naprendszer kisbolygóövében található aszteroida. Nyikolaj Sztyepanovics Csernih fedezte fel 1977. szeptember 11-én.